# Finlândia nos Jogos Olímpicos de Inverno de 1928
A Finlândia competiu nos Jogos Olímpicos de Inverno de 1928, realizados em St. Moritz, Suíça.